# Lionel Barrymore

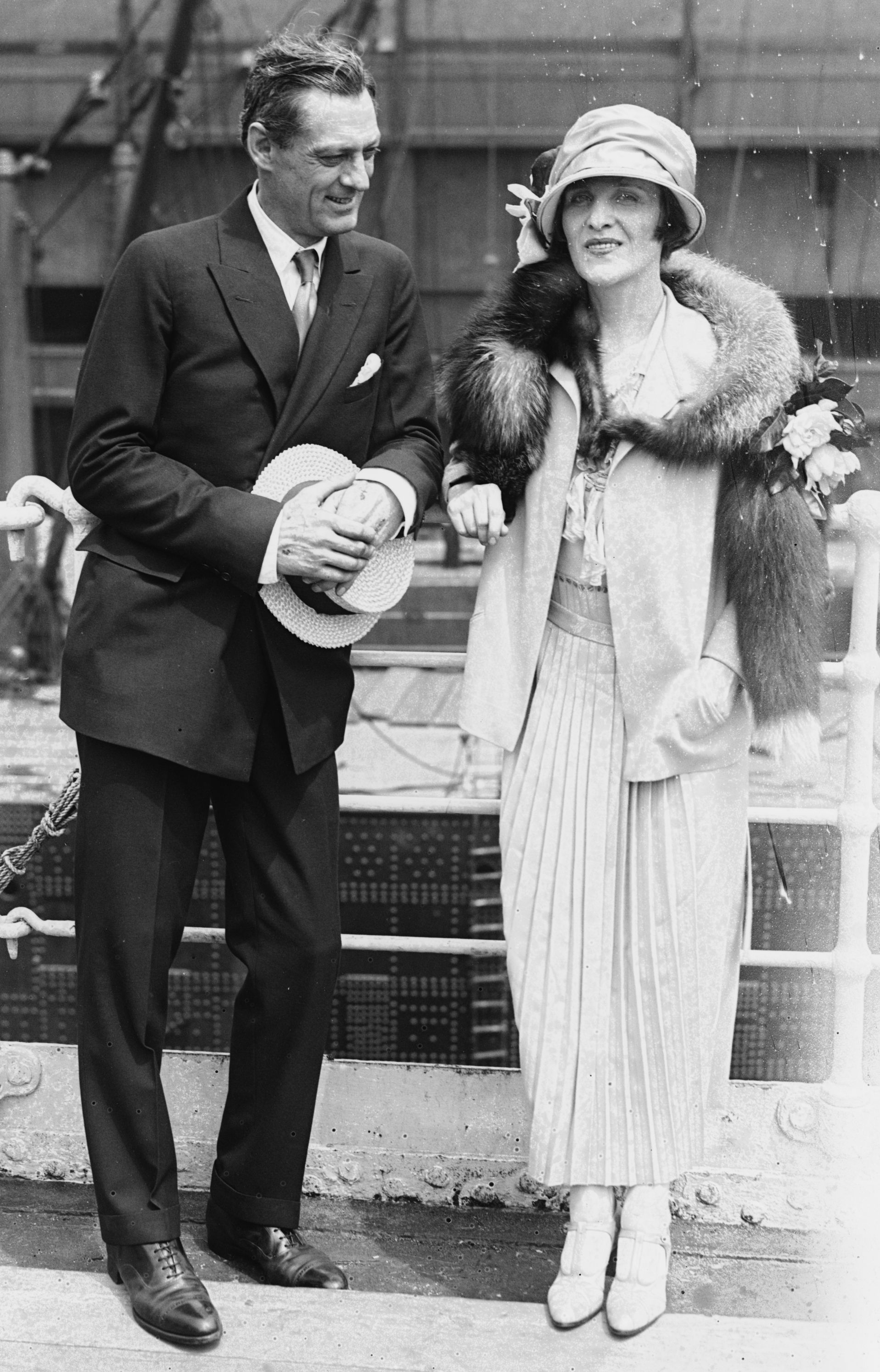
Lionel Barrymore och hans fru Irene Fenwick

Lionel Barrymore, född Lionel Herbert Blythe, född 28 april 1878 i Philadelphia, Pennsylvania, död 15 november 1954 i Van Nuys, Kalifornien, var en amerikansk skådespelare. Barrymore mottog en Oscar för bästa manliga huvudroll för sin prestation i Farlig kärlek (1931). Han är även känd för sin skurkroll som Mr. Potter i Frank Capras film Livet är underbart (1946) och för rollen som Dr. Leonard Gillespie i MGM:s nio Dr. Kildare-filmer, en roll som han sedan repriserade i ytterligare sex filmer som enbart fokuserade på Gillespie. Han var medlem i teaterfamiljen Barrymore.

## Biografi
Lionel Barrymore var äldst av syskonen Barrymore, bror till Ethel och John. Från år 1900 var han stjärna på Broadway. Han gjorde sin första film 1911 för D.W. Griffith och var den första av syskonen att medverka i en film. Barrymore kontrakterades 1926 av MGM.
Allt som allt spelade Barrymore in över 200 filmer och var på 1930- och 1940-talen en av USA:s populäraste skådespelare.
1938 blev Lionel Barrymore delvis förlamad till följd av en kombination av artrit och en benskada som han ådragit sig vid ett fall. Trots att han var rullstolsburen lyckades han med att fortsätta sin framgångsrika karriär.
Barrymore erhöll en Oscar 1931 för sin roll i filmen Farlig kärlek
Lionel Barrymore hade också viss framgång som författare, etsare och kompositör av orkestermusik.
Barrymore avled 1954 av en hjärtinfarkt. Han är begravd på Calvary Cemetery i Los Angeles.

## Filmografi i urval
- 1911 – Girigbukens svaga punkt
- 1920 – The Devil's Garden
- 1924 – Till kamp för friheten
- 1926 – Fresterskan
- 1928 – Hennes förflutna
- 1929 – Hollywood-revyn 1930
- 1931 – Farlig kärlek
- 1932 – Grand Hotel
- 1933 – Middag kl. 8
- 1933 – Mata Hari
- 1934 – Skattkammarön
- 1935 – Ljuva ungdomstid
- 1935 – David Copperfield
- 1936 – Kameliadamen
- 1937 – Saratoga
- 1937 – Havets hjältar
- 1938 – Komedien om oss människor
- 1938 – Unge dr Kildare (den första i en serie filmer, som dr Gillespie)
- 1939 – Dr. Kildare sökes
- 1939 – Dr. Kildares hemlighet
- 1940 – En läkares misstag
- 1940 – Skall doktorn tala?
- 1943 – Hjältar dö aldrig
- 1944 – Tre män i vitt
- 1945 – Doktorn på modet
- 1946 – Duell i solen
- 1946 – Livet är underbart
- 1948 – Stormvarning utfärdad
- 1949 – Äventyrens skepp
- 1949 – Hemligt uppdrag i Malaya
- 1951 – Revolt i Texas

### Regi
- 1930 – Zigenarkärlek